# ألفرد مينيزيس
ألفرد مينيزيس هو عالم تعمية كندي، ولد في 1965 في تنزانيا.